# Anne Garretsen
Anne Garretsen (Doetinchem, 30 januari 1989) is een Nederlandse voetbalster die momenteel uitkomt voor RKHVV.

## Carrière
Garretsen speelde in haar jeugdjaren bij v.v. Doetinchem. Van 1995 t/m 2006 keepte ze daar in jongensteams. Aan het eind van seizoen 2005/2006 ruilde ze haar plek in het B1 elftal in om bij het vrouwenteam van RKHVV te gaan keepen. In haar eerste seizoen in de vrouwen hoofdklasse maakte ze op 13 september 2006 haar debuut voor het Nederlands vrouwenelftal onder 19 jaar in de met 2-0 gewonnen wedstrijd tegen België. Haar uitstekende prestaties in de competitie (ze werd derde in het klassement voor de beste keepster) konden degradatie echter niet voorkomen.
In de zomer van 2007 ruilde zij haar toenmalige club RKHVV in voor FC Twente om mee te doen aan de nieuw opgerichte Eredivisie voor vrouwen. In de voorbereiding met Twente kwam ze nog even terug op haar oude nest. Op sportpark De Bezelhorst, de thuishaven van v.v. Doetinchem, werkte Twente een oefenwedstrijd af tegen de Duitse vice-meister FCR 2001 Duisburg. Twente won dat duel met 3-2. In het begin van het seizoen had Garretsen een basisplaats, maar deze verloor ze mede door een knieblessure gaandeweg aan Nadja Olthuis. Op 24 mei 2008 won ze met FC Twente de beker. In de zomer van 2008 werd Garretsen aan haar knie geopereerd en deed ze een stap terug. Ze keerde terug naar haar oude club RKHVV, waar ze voordat ze naar FC Twente ging ook al voor uitkwam.

## Erelijst
- KNVB beker: 2008

## Statistieken
| Seizoen | Club      | Land      | Competitie    | Wedstrijden | Doelpunten |
| ------- | --------- | --------- | ------------- | ----------- | ---------- |
| 2006/07 | RKHVV     | Nederland | Hoofdklasse   | 21          | 0          |
| 2007/08 | FC Twente | Nederland | Eredivisie    | 9           | 0          |
| 2008/09 | RKHVV     | Nederland | Eerste Klasse | 18          | 0          |
| 2009/10 | RKHVV     | Nederland | Eerste Klasse | 22          | 0          |
| 2010/11 | RKHVV     | Nederland | Eerste Klasse | 19          | 0          |
| 2011/12 | RKHVV     | Nederland | Hoofdklasse   | 18          | 0          |
| Totaal  | Totaal    | Totaal    | Totaal        | 107         | 0          |

Bijgewerkt op 23 september 2012 16:44(CEST)